# تشراغ آباد تشم نوس (مقاطعة دلفان)
تشراغ‌آباد تشم نوس (بالفارسية: چراغ‌آباد چم نوس) هي قرية تقع في قسم كاكاوند الغربي الريفي (مقاطعة دلفان) في إيران. يقدر عدد سكانها بـ 108 نسمة .